# Henry Norris Russell

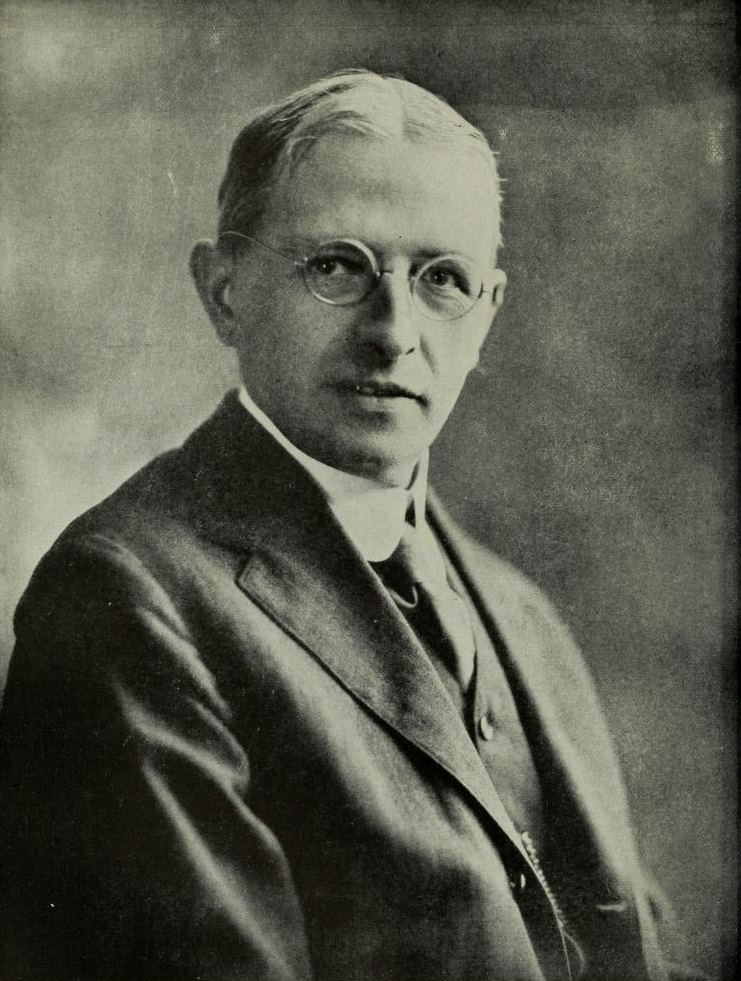
Henry Norris Russell

Henry Norris Russell (ur. 25 października 1877 w Oyster Bay w stanie Nowy Jork, zm. 18 lutego 1957 w Princeton) – astronom amerykański, który nie znając prac Ejnara Hertzsprunga, ogłosił w grudniu 1913, a rok później opublikował wykresy będące podstawą dla dzisiejszych wersji diagramu Hertzsprunga-Russella. W 1923, wraz z Frederickiem Saundersem odkrył i opisał sprzężenie Russella-Saundersa.
Od 1900 profesor Uniwersytetu Princeton, znany z badań nad rozwojem gwiazd (diagram R.). Rozwinął on metodę wyznaczania elementów orbit gwiazd podwójnych zaćmieniowych z kształtu krzywych zmian blasku. W swoich wczesnych pracach nad odległościami gwiazd stwierdził, że istnieją dwie główne klasy gwiazd, z których jedna jest jaśniejsza od drugiej. Duński astronom E. Hertzsprung, który podzielał ten pogląd, znalazł dwie klasy gwiazd mające podobne widma. Odkładając na diagramie jasność absolutną i widmo wykazał zależność pomiędzy prawdziwą jasnością gwiazdy i jej typem widmowym. Prowadził badania nad analizą widmową, w których stosował techniki laboratoryjne do badań warunków panujących w gwiazdach. Badania te doprowadziły go do wysunięcia wniosku o składzie chemicznym gwiazd – mieszaninie Russella, powszechnie zaakceptowanej przez innych astrofizyków, którą stanowił w przewadze wodór.
Napisał: Determination of Stellar Parallax (1911), Probable Order of Stellar Evolution (1914) i in. Jego szerokie zainteresowania doprowadziły go do poruszenia filozoficznego problemu ewolucji Wszechświata. Napisana praca Solar System and Its Origin (1935) okazała się pionierskim przewodnikiem dla dalszych badań w tej dziedzinie.

## Nagrody i wyróżnienia
- 1921 – Złoty Medal Królewskiego Towarzystwa Astronomicznego[4]
- 1946 – pierwszy laureat nagrody American Astronomical Society noszącej jego nazwisko (Henry Norris Russell Lectureship).

Nazwane jego imieniem:
- Russell – krater na Księżycu
- Russell – krater na Marsie
- (1762) Russell – planetoida